# Amir Ghasemi Mondżazi
Amir Mohammadali Ghasemi Mondżazi (ur. 23 stycznia 1988) – irański zapaśnik walczący w stylu klasycznym. Zajął piąte miejsce na mistrzostwach świata w 2019. Złoty medalista mistrzostw Azji w 2016 i 2019. Brązowy medalista wojskowych MŚ z 2021. Trzeci w Pucharze Świata w 2017; jedenasty w 2013 i dwunasty w 2012. Drugi na uniwersyteckich MŚ w 2010 i trzeci w 2016 roku.